# Panzerwerfer 42
Der Panzerwerfer 42 oder in anderen Quellen Panzerwerfer 43 steht für Sd.Kfz. 4/1 und war ein selbstfahrender Mehrfachraketenwerfer der deutschen Wehrmacht ab 1943. Das nach seiner ursprünglichen Tarnbezeichnung auch „Nebelwerfer“ genannte Fahrzeug bestand aus einem umgebauten Opel Maultier (Sd.Kfz. 3).
Die Bewaffnung bestand aus zehn 15-cm-Werferrohren und einem MG 42 zur Selbstverteidigung. Das Fahrzeug wurde nur in geringer Stückzahl gebaut.

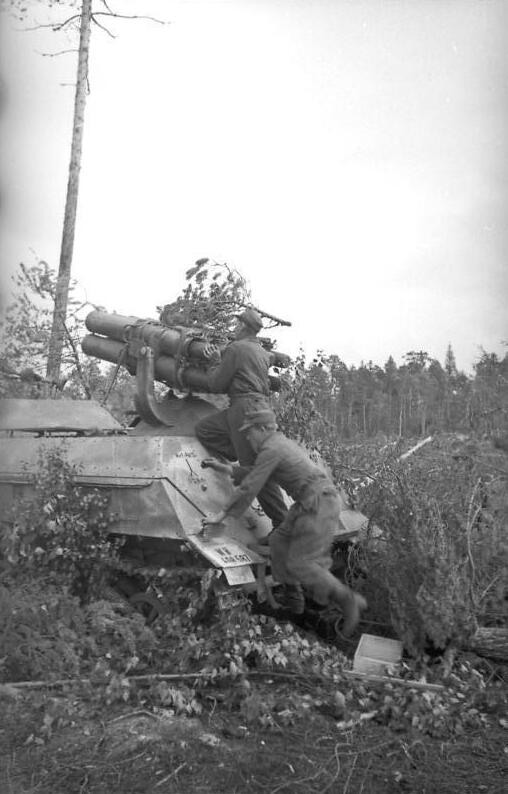
Soldaten beim Bestücken eines 15-cm-Panzerwerfers 43, Lappland, Finnland, Ostfront, 1944

## Waffe und Munition

### Erste Anfänge
Die Entwicklung der Werfermunition begann mit sogenannten Rauchspurgeräten. Die Luftwaffe ließ zunächst die RZ-(Rauchzylinder)-Serie entwickeln; für das Heer entstand in der Folge eine Rakete vom 11-cm-Kaliber. Diese für die Nebeltruppe (zur Vernebelung des Gefechtsfeldes) vorgesehene 15 kg schwere Rakete wurde aus einem 3,25 m langen Gitterrohr gestartet und erreichte eine Flugweite von 4,5 km.
Diese Rakete wurde nicht in größeren Stückzahlen produziert, sondern bildete die Grundlage für das Do-Gerät 38, das zunächst für die Fallschirmjägertruppe geplant war. Der Name erklärt sich aus der Tatsache, dass es unter der Aufsicht von General Dornberger entwickelt wurde. Die 40 kg schwere 15-cm-Werfergranate wurde von einem einfachen gitterförmigen Rahmen, Schießrinne genannt, abgefeuert. Der Schwarzpulvertreibsatz war sehr instabil und führte zu zahlreichen Frühdetonationen. Die Streuung hatte bei einer Schussweite von 5,5 km mit 230 m ein nicht akzeptables Ausmaß. Das Do-Gerät wog 53 kg und bewährte sich im Praxiseinsatz nicht.

### Nebelwerfer 41
Auf der Grundlage der Munition des Do-Gerätes wurde auch der 15-cm-Nebelwerfer 41 entwickelt, bei dem sechs kreisförmig angeordnete 15-cm-Werferrohre auf die Spreizlafette der 3,7-cm-Pak montiert wurden. Das Leergewicht dieses Werfers betrug 540 kg. Die Serienfertigung begann im März 1940. Die sechs Raketen konnten nacheinander binnen 10 Sekunden mit einer maximalen Geschwindigkeit von 340 m/s verschossen werden. Die Schussweite betrug 6900 m.

### Panzerwerfer 43
Im Russlandfeldzug 1941 hatte die Wehrmacht im Juli 1941 ihre erste Begegnungen mit den russischen Raketenwerfern „Katjuscha“, bei den Wehrmachtssoldaten bald unter dem Namen „Stalinorgel“ bekannt. Diese russischen Werfer konnten 16 Raketen abfeuern und waren alle auf LKW oder Kettenfahrzeugen montiert, hatten also eine erheblich größere Feuerkraft und waren viel beweglicher als die als Anhänger zu fahrenden deutschen Nebelwerfer 41 auf ihrer Spreizlafette.
Dementsprechend forderte die Truppe ein Werferfahrgestell mit erhöhter Rohranzahl und größerer Beweglichkeit. Man entwickelte also den Werfer weiter, der jetzt 10 Rohre in zwei Reihen zu 5 Stück übereinander aufwies, und setzte ihn – um 360 Grad drehbar – auf das Fahrgestell des Opel „Maultier“. Dieses Fahrzeug wies aufgrund seines Halbkettenfahrwerks die nötige Geländegängigkeit auf. Das Fahrgestell wurde leicht gepanzert, um Fahrzeug und Bedienung sowohl vor dem Rückstrahl der abgefeuerten Raketen als auch vor Granatsplittern feindlicher Artillerie zu schützen. Allerdings hatte das Fahrzeug durch das Gewicht der Panzerung die Grenze seiner Belastbarkeit erreicht, wenn nicht gar überschritten.
Neben dem mit einem Werfer versehenen Fahrzeug wurde ein Munitionsträger entwickelt, der das gleiche Fahrgestell und die gleiche Panzerkarosse trug, jedoch zusätzliche weitere Munition trug. Bei Ausfall des Werferfahrzeugs konnte der Werfer auf dem Dach des Munitionsfahrzeugs montiert werden.
Die Auslieferung der Fahrzeuge lief vom April 1943 bis März 1944.

## Einsatz
Zum Einsatz waren die vorhandenen Werfer in Batterien zu 6 Werfern zusammengefasst, zu jedem Werfer gehörte ein Munitionsfahrzeug. Drei solche Batterien wiederum bildeten eine Abteilung, zwei (selten drei) Werferabteilungen waren in einem Regiment zusammengefasst. Die Nebelwerfertruppen waren Heerestruppen, die bei Bedarf meist abteilungsweise einzelnen Divisionen zur Feuerverstärkung vorübergehend zugeteilt wurden. So wurde auf dem Gefechtsfeld eine beachtliche Feuerkraft gewährleistet. Die Wirkung der Munition war zwar höher, der Streukreis aber immer noch nicht zufriedenstellend. Die geringe Reichweite der Raketen erforderte einen Einsatz in vorderster Linie in der Reichweite der feindlichen Feldartillerie. Da die Raketen im Flug eine deutlich sichtbare Rauchbahn entwickelten, war der Standort der Batterien – auch wenn sie verdeckt aufgestellt waren – für den Feind schnell zu ermitteln und einzumessen. Zur Verschleierung wurden daher im Hinterland zahlreiche weitere schwere Artilleriegeschütze konzentriert, die Deckungsfeuer schießen oder den eigentlichen Feuerkampf fortsetzen sollten. Dank der Mobilität des „Maultieres“ konnte die Feuerstellung nach Abschuss der Salve schnell gewechselt werden, bevor der Gegenschlag der feindlichen Artillerie einsetzte.
Die Briten gaben dem Werfer den Namen Moaning Minnie (stehender Ausdruck, am besten übersetzbar mit „Meckerfritze“) wegen des markerschütternden Geräusches, das die Raketen beim Anflug erzeugten. Die sowjetischen Soldaten nannten ihn wegen des dem Eselgeschrei ähnelnden Geräusches Ischak („Esel“).

## Produktionszahlen
Ein erster Prototyp entstand im Februar 1943, die Serie lief vom April 1943 bis März 1944. Insgesamt entstanden:
- 1943: 244 Werferfahrzeuge, dazu 183 Munitionsfahrzeuge, zusammen also 427 Stück
- 1944: 52 Werferfahrzeuge, dazu 68 Munitionsfahrzeuge, zusammen also 120 Stück
- Summe 1943 und 1944: 296 Werferfahrzeuge und 251 Munitionsfahrzeuge, zusammen 547 Stück[4].

## Vergleichbares bei der Bundeswehr
Der Panzerwerfer 43 ist in vieler Hinsicht ein Vorläufer des Mehrfach-Raketenwerfers 110 SF, später als „Leichtes Artillerieraketensystem“ (LARS) bezeichnet, der bei der Bundeswehr ab Anfang der 1970er bis Ende der 1980er Jahre in Dienst stand.